# Gjøvik Hockey
Le Gjøvik Hockey est un club de hockey sur glace de Gjøvik en Norvège. Il évolue en 1. divisjon, le second échelon norvégien.

## Historique
Le club a été créé en 1990.

## Palmarès
- Aucun titre.